# Bassey Akpan
Bassey Akpan (Eket, 6 gennaio 1984) è un calciatore nigeriano, portiere del Kano Pillars.

## Carriera
Ha giocato 6 partite con la nazionale Under-17 nigeriana al Mondiale di categoria del 2001.
Con la nazionale maggiore ha esordito nell'amichevole contro la Repubblica Democratica del Congo del 3 marzo 2010 vinta per 5-2.